# 第3钢琴协奏曲 (拉赫玛尼诺夫)

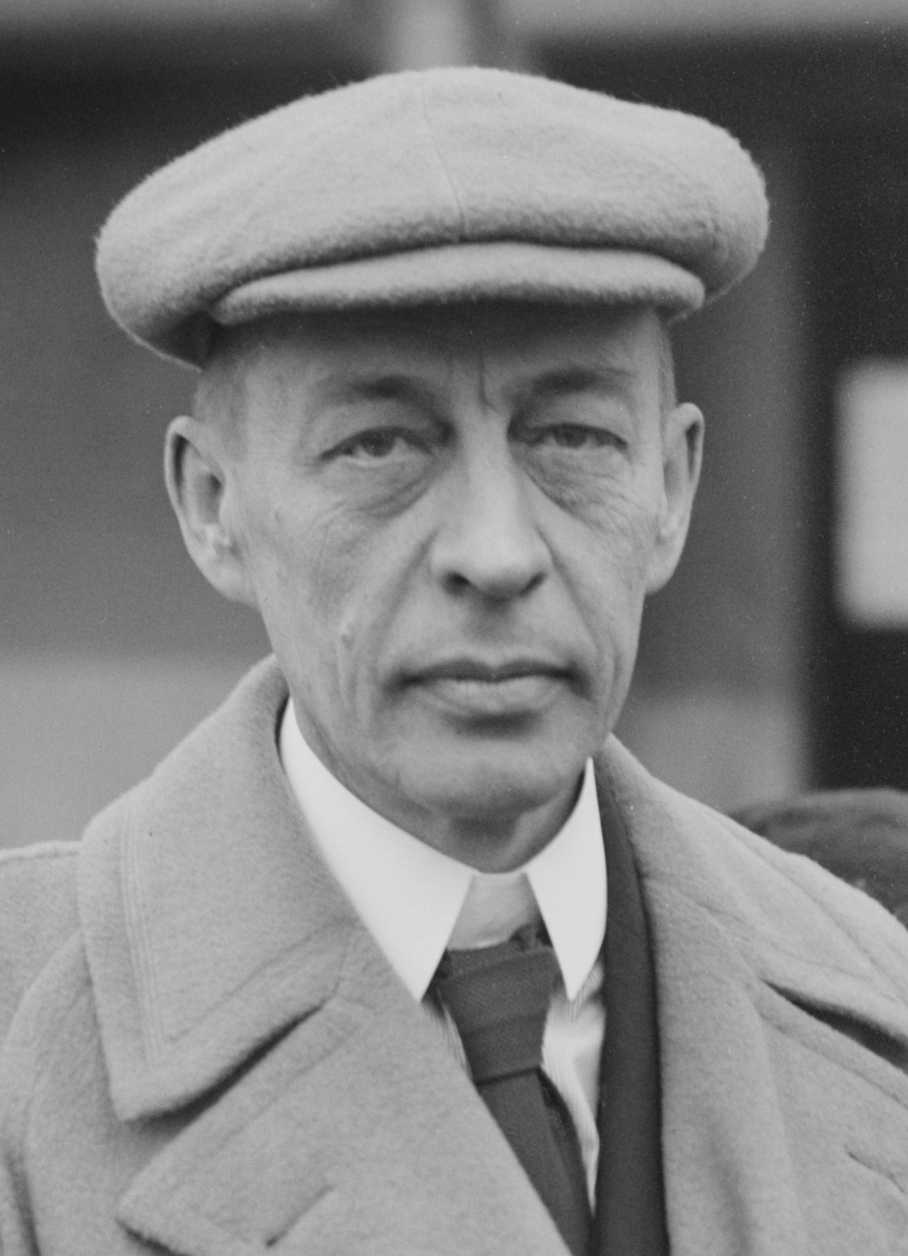
拉赫玛尼诺夫

拉赫玛尼诺夫第三钢琴协奏曲，作品30，D小调，完成于1909年9月，首演于1909年11月28日，是作曲家为赴美演出而创作的一首大型作品，以其浓烈的情感表达和艰深的演奏技术而闻名于世。该作品在钢琴协奏曲文献中占有重要的地位，被称为“钢琴协奏曲之王”。

## 評價
拉赫玛尼诺夫的第三钢琴协奏曲常被认为是“最难演奏的钢琴协奏曲”，虽然这一名称尚存争议。就连作曲家本人拉赫玛尼诺夫也为这部作品的难度目瞪口呆。他曾说：“这部作品是为大象写的。”

## 歷史
1909年，在作曲家热爱的位于伊凡诺夫卡的老宅子，拉赫玛尼诺夫为他美国的首次亮相准备了这首协奏曲。
首演由纽约交响乐团呈现，Walter Damrosch指挥。这部协奏曲不久后又被古斯塔夫·马勒指挥纽约爱乐乐团演出。马勒对于这部作品的关心和热情给拉赫玛尼诺夫留下了不可磨灭的印象，同时也减轻了来自美国和英国对于这部作品拘谨、小气的批评给作曲家的影响。时至今日，第三钢琴协奏曲远比针对它的批评有名。世界上许多伟大的演奏家将其列入演奏目录。

## 结构
该作品遵循标准钢琴协奏曲的形式，分为三个乐章，演奏时间需40分钟左右。第二乐章结束后直接进入第三乐章，没有间断。

### 第一乐章
不过分的快板（Allegro ma non tanto），D小调，自由的奏鸣曲式。乐曲開始，在由弦乐荡漾的音型构成的背景下，钢琴以双手八度奏出了有着很长旋律线的主部主题。这个主题具有俄罗斯民歌的气质，也是构成整部作品的基本骨架，其后出现带有谐谑色彩的降B大调副部主题。展开部以主部主题的发展为主，以强大的动力形成巨大的高潮。华彩段有两个版本，都是以主部主题为基础形成的，一个版本具有舞蹈性质，比较谐谑；另一个则是由大和弦构成，色彩沉郁悲壮。华彩之后情绪逐渐平静下来，简单再现呈示部的两个主题之后静悄悄的结束。

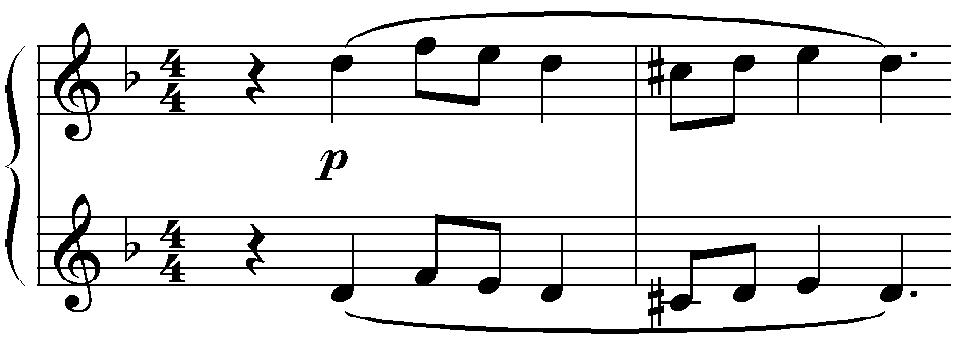

### 第二乐章
间奏曲，柔板（Intermezzo, Adagio），D小调-升F小调-降D大调-降B小调-升F小调-D小调，是由变奏曲式和三部曲式“杂交”而成的混合曲式。弦乐奏出的D小调主题哀怨惆怅，和第一乐章的主部主题有所联系，其后交给钢琴在降D大调上呈现并加以变奏，情绪越来越激动，力度不断增长。在这里，作曲家戏剧性的插入了一个升F小调轻盈的快速圆舞曲主题作为中部，在钢琴奏出快速的华彩音群时，双簧管以第一乐章的第一主题作为声部的呼应。然后，第一主题在升F小调上再现。最后转到D小调，钢琴以势不可挡的力量突然跃起，直接不间断的进入第三乐章。

### 第三乐章
终曲，2/2拍（Finale, Alla breve），D小调-D大调，自由的奏鸣曲式。在乐队迅猛的重复音背景上，钢琴奏出了D小调主部主题。这个主题是从第一乐章的主部主题变形而来的，具有号角的性质，同时由于使用了大量的重复音和快速音群，又具有节日的狂欢气氛。之后这个主题迅速的发展为一首强悍的进行曲，强拍上大和弦营造的蹬踏效果使人联想到了斯拉夫男性的踢踏舞。连接部在C大调上出现，是由大和弦构成的连续切分音，具有哥萨克风格。G大调副部主题则和前面形成明显的对比，它的特点是宽广而舒展的，具有歌唱性。展开部从降E大调上开始，依次展开第一乐章中出现的各个音乐素材——其实这也是构成全曲的所有音乐素材。音乐时而谐谑，时而抒情，时而宽广，时而沉静，但前两个乐章中忧郁的阴霾在这里已经一扫而空。再现部从C小调上开始，再现主部主题之后，连接部和副部分别在降B大调和F大调上再现，所不同的是，副部主题此时速度更快，有了舞曲的性质。尾声是精彩而辉煌的，第一乐章主部主题在这里变成了3/2拍子的“奔马”旋律，力度不断增长，从D小调转到了D大调。在简短的华彩段之后，钢琴以四声号角，唤起了副部主题的乐团全奏，此时的副部主题已经变成了一首庄严而辉煌的颂歌，钢琴的强奏大和弦像钟声般敲响——这是所有钢琴协奏曲中最辉煌灿烂的瞬间，最后，乐曲速度转为急板，狂热的三连音从高音区倾泻而下，然后双手交替的快速华彩音型从低音区再次跃起，最后以拉赫玛尼诺夫的“签名”，即四个强悍的进行曲般的音符虎虎生威的结束全曲。